# Poppy Drayton
Poppy Gabriella Drayton (n. 7 de junio de 1991) es una actriz británica. Ella es conocida por interpretar a Amberle Elessedil en la serie dramática de fantasía de MTV The Shannara Chronicles y por interpretar a Abigael Jameson-Caine en la serie Charmed (2018).

## Vida y carrera
Drayton se graduó en el Arts Educational School en Chiswick.
En 2013, Drayton obtuvo su primer papel importante en la película para televisión When Calls the Heart, en la que interpretó a Elizabeth Thatcher (un papel que fue tomado por Erin Krakow en la serie de televisión posteriormente). Esto fue seguido por un papel en Downton Abbey en el especial de Navidad.
Al año siguiente fue elegida como Amberle Elessedil, uno de los papeles principales en la serie dramática de fantasía de MTV Las crónicas de Shannara; que se estrenó el 5 de enero de 2016. En febrero de 2016, Drayton fue elegida para el papel titular en la película The Little Mermaid (titulada originalmente A Little Mermaid), una adaptación de la historia de Hans Christian Andersen.
Drayton también ha realizado trabajos en el teatro, apareciendo en The Green Bay Tree en el Jermyn Street Theatre en Londres en 2014.

## Filmografía
| Año  | Título             | Rol           | Notas        |
| ---- | ------------------ | ------------- | ------------ |
| 2012 | Emily              | Emily         | Cortometraje |
| 2014 | Down Dog           | Amy           |              |
| 2015 | Unhallowed Ground  | Verity Wickes |              |
| 2015 | Writers Retreat    | Jo            |              |
| 2018 | The Little Mermaid | Elizabeth     |              |
| 2020 | The Rising Hawk    | Miroslava     |              |

| Año     | Título                  | Rol                | Notas                                            |
| ------- | ----------------------- | ------------------ | ------------------------------------------------ |
| 2013    | When Calls the Heart    | Elizabeth Thatcher | Película para televisión                         |
| 2013    | Downton Abbey           | Madeleine Allsopp  | Episodio: "The London Season"                    |
| 2014    | Father Brown            | Selina McKinley    | Episodio: "The Ghost in the Machine"             |
| 2014    | Midsomer Murders        | Summer Haleston    | Episodio: "The Killings of Copenhagen"           |
| 2014    | Plebs                   | Cordelia           | Episodio: "The Phallus"                          |
| 2016–17 | The Shannara Chronicles | Amberle Elessedil  | Elenco principal (temp. 1); recurrente (temp. 2) |
| 2018-   | Charmed                 | Abigael Caine      | Temporada 2                                      |